# Sappho sparganurus
O colibri-cometa-dourado, cometa-de-cauda-vermelha ou beija-flor-da-cauda-vermelha (nome científico: Sappho sparganurus) é uma espécie de ave apodiforme pertencente à família Trochilidae. É a única espécie do gênero Sappho. Pode ser encontrado na região andina da Bolívia à Argentina.

## Taxonomia
Foi descrita pela primeira vez em 1812, na Bolívia, pelo naturalista inglês George Shaw sob o basônimo de Trochilus sparganurus. É o único representante do gênero Sappho, introduzido em 1849 pelo ornitólogo alemão Ludwig Reichenbach. O nome do gênero faz referência à poetisa grega de Lesbos, Safo. O epíteto específico sparganurus combina os termos gregos antigos σπαργανόω, spargaō, que significa "embrulhar"; e ουρά, oura, que significa "cauda".

#### Subespécies
São reconhecidas duas subespécies:
- Sappho sparganurus sparganurus (Shaw, 1812) – pode ser encontrado no norte e centro da Bolívia

- Sappho sparganurus sapho (Lesson, 1828) – pode ser encontrado no sul da Bolívia, norte e oeste da Argentina, centro-leste do Chile

Na língua local, o quíchua, este beija-flor possui o nome vernacular de Q'ori Kenti (em português: "beija-flor dourado"). Nos países hispanófonos, a espécie é conhecida como picaflor cometa.

## Descrição
Os machos possuem cerca de 22 centímetros de comprimento, incluindo a cauda, enquanto as fêmeas possuem em torno de 15 cm, fazendo o colibri-cometa-dourado uma das maiores espécies de beija-flores. Nos machos, a plumagem é, em sua maioria, verde, com penas brilhantes na região do peito. A cabeça é verde, enquanto o dorso e a região traseira são violeta-avermelhados. A cauda dos machos é profundamente bifurcada, longa e iridescente, dourado-avermelhada, enquanto a fêmea tem uma cauda mais curta em bronze-avermelhado. Sua vocalização é rouca.

## Distribuição e habitat
Se encontra distribuído pela região central da cordilheira dos Andes na Bolívia, Argentina, Chile e Peru. Em altitudes que variam entre 1500 e 4000 metros acima do nível do mar.
Seus habitats naturais são as matas e matagais típicos dos vales secos interandinos, se estendendo em direção às florestas de Polylepis, e às zonas de transição arbustivas para puna de alta altitude ou as florestas de nuvens mais úmidas. Os beija-flores vivem em matagais áridos com cactos e árvores Prosopis e em florestas decíduas com Alnus e Podocarpus. É frequentemente avistado em torno de habitações humanas em áreas rurais, cidades e vilas.

## Estado de conservação
Na Lista Vermelha da IUCN, está classificado como uma espécie "pouco preocupante". A distribuição geográfica é extensa e suas populações apresentam estabilidade. Por sua preferência a habitats abertos, é frequentemente avistado em áreas rurais e urbanas.